# منتخب لوكسمبورغ لكأس ديفيز
منتخب لوكسمبورغ لكأس ديفيز (بالفرنسية: Équipe du Luxembourg de Coupe Davis)‏ هو ممثل لوكسمبورغ الرسمي في كرة المضرب في كأس ديفيز.